# Adultomorphismus
Adultomorphismus (von lateinisch adultus „erwachsen“ und griechisch μορφή morphē „Form“, „Gestalt“) bezeichnet Theorien oder Begriffe, die die Entwicklung der Kognition, Affektivität oder des Verhaltens des Kindes vom Standpunkt der entwickelten Psyche des Erwachsenen aus interpretieren. Adultomorphismus führt zu Verzerrungen, wissenschaftlichen Mythenbildungen, aber auch schädlichen Fehlurteilen von Eltern und Pädagogen im Alltag oder z. B. bei Entwicklungsstörungen. 
Es handelt sich um eine Analogiebildung zum Begriff Anthropomorphismus, der für Fehldeutungen tierischen Verhaltens oder für die Deutung des Götterhimmels nach dem Vorbild menschlicher Verhaltensweisen verwendet wird.

## Beispiele
Eines der häufig untersuchten affektiven Symptome ist das Lächeln, das früher als spezifische Reaktion auf eine menschliche Personen gedeutet wurde, während es doch allen empirischen Untersuchungen zufolge lediglich das Erkennen eines unspezifischen Reizkomplexes signalisiert und erst später zu einem Werkzeug des Austausches wird. 
Alltäglicher Adultomorphismus zeigt sich etwa, wenn Eltern annehmen, dass verbale Anweisungen von kleinen Kindern so verstanden und ausgeführt werden können wie von Erwachsenen.
Der Vorwurf des wissenschaftlichen Adultomorphismus wird insbesondere der Psychoanalyse gemacht: Sie rekonstruiere die Entwicklung der Affektivität von Säuglingen und Kleinkindern aus der Perspektive der Psychopathologie des Erwachsenen. Die Gefahr des Adultomorphismus (und zugleich die des Pathomorphismus, also der Interpretation des Verhaltens mit psychopathologischen Kategorien) besteht u. a. bei der Verwendung des Narzissmus-Begriffs. Dieser suggeriert, dass es sich um eine bewusste Zentrierung auf das Ich handele, welches außerdem identisch wäre mit dem, was es als entwickeltes Erwachsenen-Ich erst werden soll, während doch dem Säugling eine Unterscheidung zwischen dem Ich und dem Anderen gar nicht möglich ist (sog. Adualismus nach James Mark Baldwin). In diesem Sinne wurde die Anwendung des Narzissmus-Begriffs auf das Kleinkind später von Anna Freud eingeschränkt bzw. präzisiert.
Martin Dornes kritisiert die psychoanalytische Theorie, die Fehlentwicklungen auf phantasiebedingte intrapsychische Konflikte des Kleinkindes zurückführen. Tatsächlich gebe es eine solche unterstellte Phantasiefähigkeit in diesem frühen Alter nicht. Entscheidend seien hier vornehmlich die Phantasien der Eltern. Ähnliches gilt nach Peterfreund für das angebliche Omnipotenzgefühl des Kleinkindes oder den Begriff der Entdifferenzierung der Triebe: Es handle sich dabei um Mythen.